# Arthurina
Arthurina, en ocasiones erróneamente denominado Arthuria, es un género de foraminífero bentónico considerado un sinónimo posterior de Ventrostoma de la Subfamilia Parafissurininae, de la Familia Ellipsolagenidae, de la Superfamilia Polymorphinoidea, del Suborden Lagenina y del Orden Lagenida. Su especie-tipo era Lagena depressa. Su rango cronoestratigráfico abarcaba el Holoceno.

## Discusión
Clasificaciones previas incluían Arthurina en la Superfamilia Nodosarioidea.

## Clasificación
Arthurina incluye a las siguientes especies:
- Arthurina cor
- Arthurina cordiformis
- Arthurina coriformis
- Arthurina cymbaeformis
- Arthurina cymbula
- Arthurina depressa
- Arthurina fabiformis
- Arthurina laticordata
- Arthurina reniformis